# 陳阮德徽
陳阮德徽博士，BBS（Dorothy Chan Yuen Tak-fai，1949年10月23日—），現時是香港大學專業進修附屬學院（SPACE）的副校長，及進智公交的獨立非執行董事。
她在2002年10月從香港特區政府退休前是運輸署的副署長（運作及管理），正值當時的董建華政府推行「高官問責制」之前。退休後她獲香港特區政府頒贈銅紫荊星章。